# Трисвинецлантан
Трисвинецлантан — бинарное неорганическое соединение
лантана и свинца
с формулой LaPb3,
кристаллы.

## Получение
- Сплавление стехиометрических количеств чистых веществ:

{\displaystyle {\mathsf {La+3Pb\ {\xrightarrow {1160^{o}C}}\ LaPb_{3}}}}

## Физические свойства
Трисвинецлантан образует кристаллы
кубической сингонии, пространственная группа P m3m, параметры ячейки a = 0,4906 нм, Z = 1,
структура типа тримедьзолота AuCu3
.
Соединение конгруэнтно плавится при температуре 1160 °C (1090 °C).